# Adherbal da Costa Moreira
Adherbal da Costa Moreira foi um político brasileiro. É conhecido por ter dado início ao movimento de emancipação de Campo Limpo Paulista, além de ter sido o primeiro prefeito do mesmo.

## História
Adherbal da Costa Moreira, foi um dos moradores do antigo distrito de Campo Limpo, pertencente a Jundiaí. Com a falta de atenção da administração central de Jundiaí, Adherbal deu início ao movimento de emancipação político-administrativo do distrito.
O movimento obteve sucesso e resultou na emancipação de Campo Limpo Paulista da cidade de Jundiaí, junto com a vinda da Metalúrgica Krupp, que, inaugurada em 1961, contou com a presença do governador Carvalho Pinto e do presidente até então Jânio Quadros. A cidade tornou-se município independente pela Lei Estadual № 8.092.
Adherbal da Costa Moreira foi eleito o primeiro prefeito de Campo Limpo Paulista. A primeira legislatura do município foi em 7 de março de 1965. Foi eleito junto com Adherbal, Joaquim Tavares da Silva para o cargo de vice-prefeito.
Adherbal da Costa Moreira governou a cidade de 1965 até 1968.
Desde 1970, a principal avenida de Campo Limpo Paulista construida e duplicada no Governo do Prefeito Jorge de Maio Vellasco, leva o nome de Adherbal da Costa Moreira.